# يوسف بن محمد الشربيني

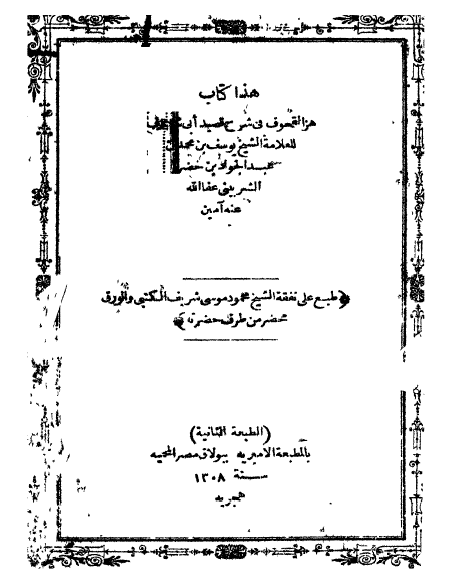
هز القحوف - بولاق 1308 هـ.

يوسف بن محمد بن عبد الجواد ابن خضر الشربيني هو كاتب وشاعر مصري، من أهل القرن الحادي عشر للهجرة (السابع عشر للميلاد).
نسبته إلى بلدة شربين المصرية. وقد رجح الباحثون أنه ولد في أوائل القرن الحادي عشر للهجرة، وأتم الحج سنة 1075 هـ. ولا يعرف بالتحديد سنة وفاته إلا أنه أتم أحد مصنفاته سنة 1098 هـ ولذا يقال أنه توفي بعد السنة المذكورة.

## آثاره
من آثاره:
- «هز القحوف بشرح قصيدة أبي شادوف» - وصفها الزركلي بأنه «فكاهي بالعامية، في نقد عادات الريف المصري في عصره». وقد طبعت في البولاق سنة 1274 و 1282 هـ.[4] أعيد نشره سنة 1963 م (دار النهضة العربية) إعداد محمد البقلي. وهذه الطبعة تم حذف ما رآه البقلي غير لائق من الألفاظ الماجنة التي يحويها الكتاب في طبعاته السابقة.[5]
- «اللآلئ والدرر» - قصيدة وعظية خالية حروفها من النقط.
- «طرح المدر وحل الدرر» - شرح لها، بالحروف المهملة أيضا، فرغ منها سنة 1098 هـ.[6] وقد طبع بتحقيق محمد خير رمضان يوسف - 1424 هـ.[7]